# Daisy Bates (scrittrice)
Daisy Bates, da nubile Margaret Dwyer (Contea di Tipperary, 16 ottobre 1859 – Adelaide, 18 aprile 1951), è stata una scrittrice e giornalista irlandese. Dama dell'Ordine dell'Impero Britannico, fu studiosa della cultura e della società degli aborigeni australiani. Alcuni di essi si riferiscono a Bates con il titolo onorifico di Kabbarli ("nonna")

## Infanzia
Daisy Bates, alias Margaret Dwyer, nacque nella Contea di Tipperary nel 1859, quando l'Irlanda era ancora soggetta al dominio britannico. La madre, Bridget (nata Hunt), morì di tubercolosi nel 1862 quando Daisy aveva tre anni. Il padre, James Edward O'Dwyer, rimasto vedovo, sposò Mary Dillon nel 1864, quando era in partenza per gli Stati Uniti d'America, progettando di far venire anche la figlia, una volta stabilitosi colà. Margaret fu cresciuta da parenti a Roscrea e formata nella locale National School.

## Emigrazione e vita in Australia

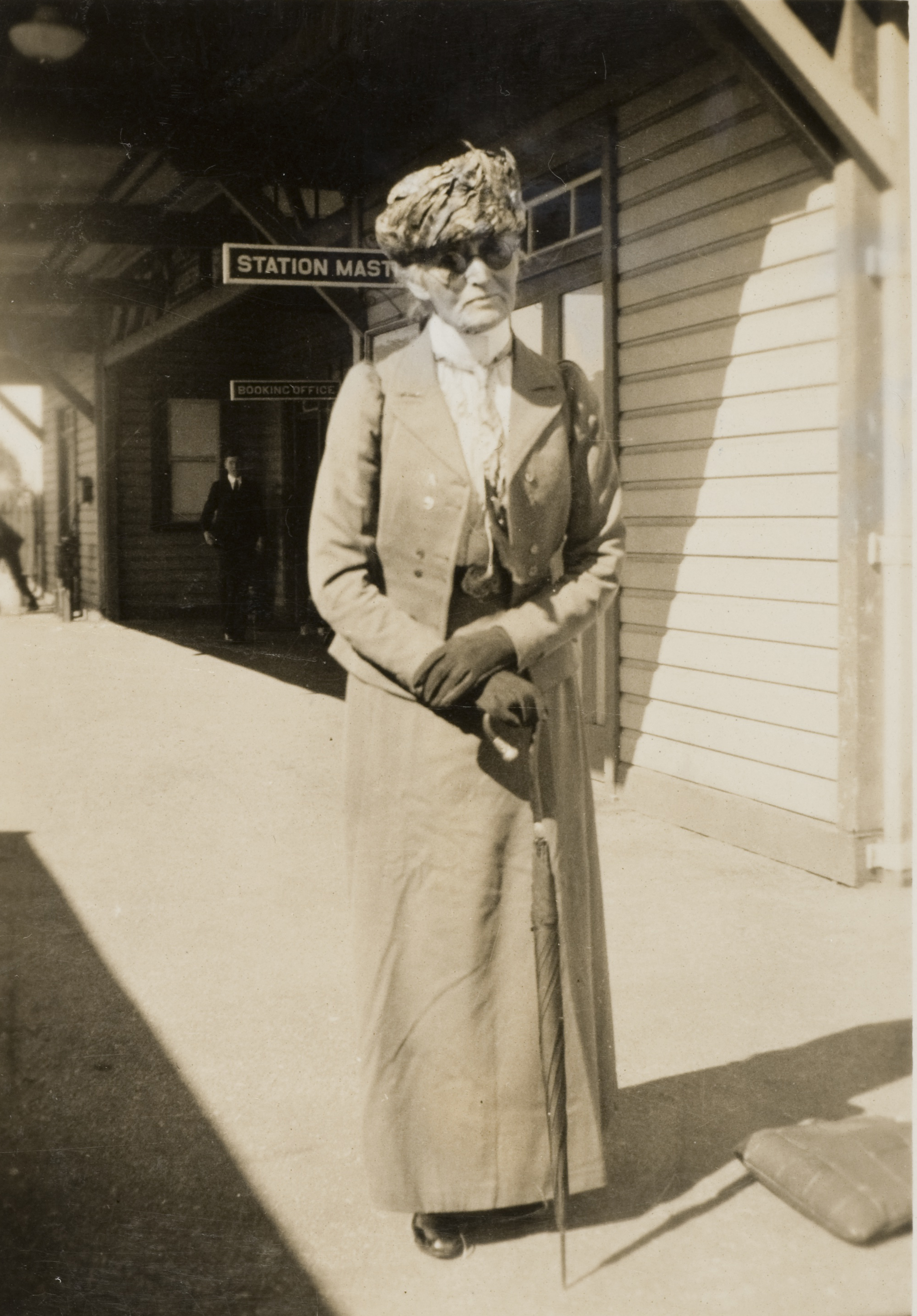
Daisy Bates

Nel novembre 1882, Margaret — che nel frattempo aveva cambiato il proprio nome in Daisy May — emigrò in Australia, secondo lo schema di immigrazione assistita del governo del Queensland. Dwyer disse di aver lasciato l'Irlanda per "motivi di salute", fatto riportato da alcune fonti, ma la biografa Julia Blackburn scoprì che lei, dopo aver ottenuto il suo primo impiego come governante a Dublino all'età di diciotto anni, fu coinvolta in uno scandalo, presumibilmente di natura sessuale, che si concluse con il suicidio di un giovanotto della casa ove lei lavorava. Questa vicenda non fu mai verificata, ma se vera, potrebbe aver spinto Dwyer a lasciare l'Irlanda e reinventarsi la propria vita.
Fu solo dopo molto tempo dalla di lei morte che emersero i fatti sulla vita della sua giovinezza e anche recenti biografi dissentono nei loro resoconti sulla sua vita e sulle sue attività.
Daisy Bates si stabilì prima a Townsville, nel Queensland, a quanto pare presso il vescovo del Nord Queensland. Successivamente soggiornò presso amici di famiglia che erano emigrati precedentemente. Nell'ultima parte del suo viaggio, Daisy Bates incontrò, tra gli altri, Ernest C. Bagehole e James C. Sia Bagehole che Hann s'imbarcarono a Batavia, diretti in Australia. Ella potrebbe essere stata presentata al vescovo da Hann. Suo padre, William Hann, aveva donato ₤1000 per la costruzione della chiesa di San Giacomo pochi anni prima che il vescovo Stanton fosse arrivato a Townsville.
Daisy Bates trovò successivamente impiego come governante nella fattoria di Fanning Downs. Ella sposò il poeta e cavaliere Breaker Morant (Harry Morant, noto anche come Edwin Murrant) il 13 marzo 1884 a Charters Towers; la loro unione durò molto poco. Si ritiene che Daisy May abbia cacciato Morant per non aver pagato le spese del matrimonio e rubato del bestiame. Il matrimonio non era legale poiché Morant era troppo giovane (egli dichiarò di avere ventun anni, ma ne aveva solo diciannove). Essi non divorziarono mai. Il biografo di Morant, Nick Bleszynski, suggerisce che Daisy Bates abbia avuto un ruolo più importante nella vita di Morant di quanto si pensasse prima e che lei lo abbia persuaso a cambiare il nome da Edwin Murrant in Harry Harbord Morant.
Separatasi da Morant, Bates si trasferì nel Nuovo Galles del Sud. Ella affermò di essere fidanzata con Philip Gipps (il figlio del precedente governatore), che però morì prima che potessero sposarsi; non vi sono evidenze di questa affermazione. Il biografo Bob Reece definisce questa storia "una sciocchezza", poiché Gipps morì nel febbraio 1884, prima che Bates sposasse Morant.
Ella incontrò John (Jack) Bates, che sposò il 17 febbraio 1885. Come Morant, questi era un mandriano. Il loro unico figlio nacque il 26 agosto 1886 a Bathurst, nel Nuovo Galles del Sud.
Dwyer sposò in quell'anno anche Ernest Baglehole, il 10 giugno. Essi si erano incontrati nel loro viaggio di immigrazione e si sposarono presso la chiesa anglicana di Newtown, Sydney. Lui fu registrato come marinaio, ma in realtà era figlio di una famiglia benestante di Londra. Era diventato, dopo aver compiuto l'apprendistato, un ufficiale di marina e ciò può essere stata un'attrazione per Dwyer. Alcuni biografi dubitano che il padre biologico di Arnold fosse Ernest Bagelhole e non Bates. La natura poligama del matrimonio di Bates fu tenuta segreta per tutta la sua vita.
Il matrimonio di Bates non fu felice: il lavoro di Jack lo teneva lontano da casa per lunghi periodi.
Nel febbraio 1894, Bates tornò in Inghilterra, iscrivendo il figlio Arnold in una scuola cattolica e dicendo a Jack che sarebbe tornata in Australia solo quando lui avesse messo su casa per lei. Giunse in Inghilterra senza un soldo, ma trovò lavoro per il giornalista e attivista sociale WT Stead.
Nonostante il suo scetticismo, ella lavorò come assistente editore sul trimestrale Borderlands. Ella sviluppò un'attiva vita intellettuale tra il ben collegato ambiente politico e letterario di Londra.
Dopo aver lasciato l'impiego presso Stead nel 1896, non è ben chiaro come si mantenne fino al 1899. Quell'anno ella s'imbarcò per l'Australia occidentale dopo che Jack aveva scritto per dire che stava cercano una proprietà da quelle parti.
In aggiunta, era stata interessata da una lettera pubblicata quell'anno sul Times circa la crudeltà dei coloni dell'Australia Occidentale verso gli aborigeni australiani. Mentre si preparava a tornare in Australia, scrisse al Times offrendosi d'indagare sulle accuse e riportare a loro i risultati. La sua offerta fu accettata e lei rientrò in Australia nell'agosto del 1899.

## Coinvolgimento con il popolo aborigeno australiano
Bates divenne interessata agli aborigeni australiani per le loro culture. Nella prefazione del libro di Alan Moorehead, è detto:
(Dalla prefazione al libro di Alan Moorehead)
In tutto, Bates dedicò 40 anni della sua vita a studiare la vita degli aborigeni, la loro storia, la loro cultura, i loro riti, le loro fedi e costumi. Ella compì ricerche e scrisse sul tema mentre viveva in una tenda in un piccolo insediamento nell'Australia Occidentale al limite del Nullarbor Plain, compresa Ooldea, nell'Australia Meridionale. Ella fu notata per la sua stretta osservanza alla moda edoardiana, compreso l'indossare stivali, guanti e velo in campagna.
Bates impiantò campi per alimentare, vestire e curare il popolo migrante di aborigeni, attingendo alle proprie entrate per soddisfare le esigenze degli anziani. Si diceva che portasse pistole anche in tarda età e fosse pronta a usarle per minacciare la polizia quando la sorprendeva a maltrattare i "suoi" aborigeni.
Date le tensioni di cui soffrivano gli aborigeni dalle invasioni degli europei sulle loro terre e la loro cultura, Bates si convinse che fossero una razza in estinzione. Ella riteneva che la sua missione fosse quella di registrare quanto più potesse su di loro prima che scomparissero. In un articolo del 1921 sjul Sunday Times (Perth), Bates raccomandò una "pattuglia femminile" per prevenire il trasferimento degli aborigeni dalla Central Australian Reserve in aree apposite, per prevenire conflitti e unioni interrazziali. Ella più tardi rispose alle critiche ai suoi sforzi nel tenere i popoli separati, dal leader dei "diritti civili" William Harris, aborigeno. Questi aveva affermato che gli aborigeni parziali, gente di razza mista, potevano costituire un valore per la società australiana. Ma Bates scrisse:
(Reece, 2007, pp. 89–90)

### Australia occidentale

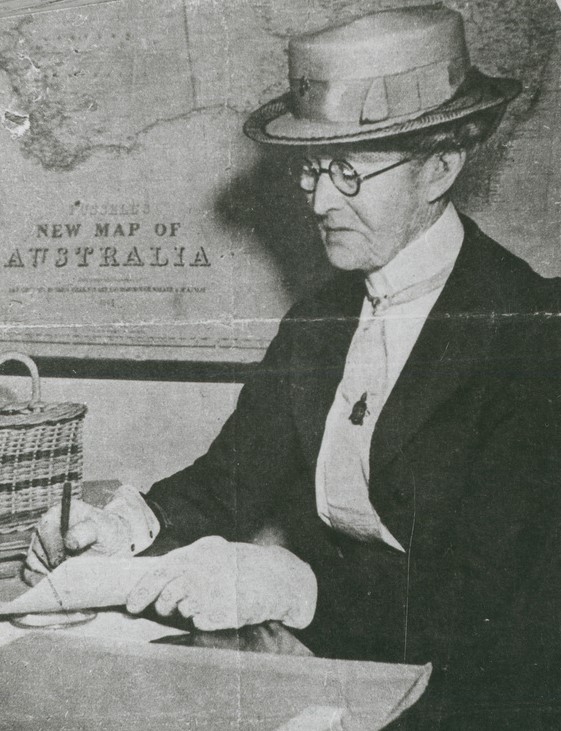
Daisy Bates

Nel suo viaggio di rientro ella incontrò padre Dean Martelli, un prete cattolico che aveva lavorato con gli aborigeni e che le diede un'idea delle condizioni che questi dovevano fronteggiare. Trovò una scuola e una casa per il figlio a Perth e investì parte del suo denaro in proprietà come sicurezza per la sua vecchiaia. Ella continuò ad acquistare notes e altre forniture e partì per l'estremità nord occidentale dello stato per raccogliere informazioni sugli aborigeni e gli effetti degli insediamenti dei bianchi.
Scrisse articoli sulle condizioni intorno a Port Hedland ed altre zone per giornali della società geografica, giornali locali e il The Times. Ella sviluppò per tutta la sua vita interessi sulle vite e sul benessere dei popoli aborigeni nell'Australia del sud e in quella occidentale.
Basata alla Missione di Beagle Bay, vicino a Broome, Bates all'età di trentasei anni iniziò quella che diverrà l'attività della sua vita. I suoi rapporti, tra i primi tentativi per un serio studio della cultura aborigena, furono pubblicati sul Journal of Agriculture e successivamente da società antropologiche e geografiche in Australia e oltremare.
Mentre si trovava alla missione, compilò un dizionario di parecchi dialetti locali. Esso conteneva circa due migliaia di parole e frasi, con inoltre note su leggende e miti. Nell'aprile 1902 Bates, accompagnata dal figlio e dal marito, partì per un viaggio collettivo da Broome a Perth, che le fornì buon materiale per i suoi articoli. Dopo aver trascorso sei mesi nella sabbia e viaggiando per migliaia di chilometri, Bates capì che il suo matrimonio era al termine. A seguito della sua separazione finale da Bates nel 1902, ella spese gran parte del resto della sua vita nell'entroterra dell'Australia occidentale e meridionale. Colà lei studiò e lavorò per le remote tribù aborigene. Queste stavano soffrendo un'alta mortalità a causa delle incursioni degli insediamenti europei e l'introduzione di malattie infettive, per le quali essi erano privi di immunità. Per di più le loro comunità furono perturbate dovendosi adattare alle moderne tecnologie e alla cultura occidentale.
Nel 1904, l'Archivista Generale dell'Australia, Malcolm Fraser, la incaricò di studiare i costumi, le lingue e i dialetti degli Aborigeni. Ella lavorò quasi sette anni a questo progetto, raccogliendo e organizzandone i dati. Molti dei suoi scritti furono letti negli incontri della Società reale geografica.

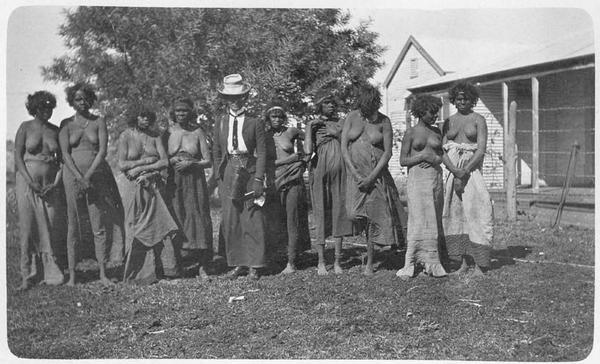
Bates e un gruppo di donne aborigene verso il 1911

Nel 1910–11 accompagnò l'antropologo Alfred Radcliffe-Brown, più tardi professore ordinario, e lo scrittore e biologo E. L. Grant Watson in una spedizione etnologica di Cambridge per studiare i costumi matrimoniali nell'Australia occidentale. Ella fu incaricata Protettrice viaggiante degli aborigeni, con lo speciale incarico di condurre inchieste sulle condizioni dei nativi e i loro problemi, quali impieghi nelle stazioni, sorveglianza e moralità come anche la condizione delle donne di mezza casta nelle città e nelle miniere.
Più tardi di disse che Bates fosse venuta in conflitto con Radcliffe-Brown dopo avergli mandato il suo manoscritto sulla spedizione. Gran parte della sua preoccupazione fu che lui non glielo restituì che dopo alcuni anni. Quando lo fece, lo aveva ampiamente annotato di critiche. A un simposio Bates accusò Radcliffe-Brown di aver plagiato il suo lavoro. Il suo intervento era stato programmato dopo quello di Radcliffe-Brown, ma quando intervenne per presentare il proprio lavoro, si limitò a complimentarsi con lui per la sua presentazione del di lei lavoro e riprese a sedere.

### Protettrice degli Aborigeni
Dopo il 1912, la sua domanda per divenire Protettrice degli Aborigeni del Territorio del Nord fu respinta sulla base del suo genere. Bates continuò il proprio lavoro indipendentemente, finanziandolo con la vendita della sua fattoria di bovini.
Nello stesso anno ella divenne la prima donna ad essere nominata Protettrice Onoraria degli Aborigeni a Eucla. Durante i sei mesi che ella trascorse colà, Bates passò da una scienziata semi-professionale ed etnologa a una fedele amica e protettrice degli Aborigeni. Ella decise di vivere con loro per prendersene cura, osservarli e registrarne le consuetudini e gli stili di vita.
Bates si fermò a Eucla fino al 1914, quando partì per Adelaide, Melbourne e Sydney per partecipare al Congresso scientifico della Associazione australiana e neozelandese per il Progresso delle Scienze. Prima di tornare nel deserto, tenne conferenze ad Adelaide, che destarono l'interesse di parecchie organizzazioni femminili.
Durante i suoi anni trascorsi a Ooldea, finanziò le forniture che aveva acquistato per gli Aborigeni, con la vendita delle sue proprietà. Per mantenere i propri introiti ella scrisse anche numerosi articoli e scritti per giornali, riviste e società culturali. Tramite la giornalista e autrice Ernestine Hill, il lavoro di Bates fu portato a conoscenza del grande pubblico. Gran parte della pubblicità tendeva a focalizzarsi sulle sue storie sensazionali di cannibalismo fra gli Aborigeni.
Nell'agosto 1933 Governo del Commonwealth invitò Bates a Canberra come consulente sulle questioni degli Aborigeni. L'anno dopo fu creata Commendatore dell'Ordine dell'Impero Britannico dal re Giorgio V. Bates era più interessata dal fatto che l'onorificenza sosteneva la sua capacità di vedere pubblicati i suoi lavori.

### Sud Australia
Bates lasciò Ooldea e andò ad Adelaide. Con l'aiuto di Ernestine Hill, Bates pubblicò una serie di articoli per i principali giornali australiani con il titolo My Natives and I. All'età di settantun anni, ella andava ancora a piedi tutti i giorni al suo ufficio al palazzo del The Advertiser.
Più tardi il Governo del Commonwealth le pagò uno stipendio di $4 la settimana per assisterla nel mettere in ordine tutte le sue carte e note e preparare il suo previsto manoscritto. Ma senza altri introiti ella trovò troppo caro rimanere in Adelaide e si trasferì nel villaggio di Pyap sul fiume Murray, dove piantò la sua tenda e sistemò la sua macchina da scrivere.
Nel 1938 pubblicò The Passing of the Aborigines dove sosteneva che vi fossero pratiche di cannibalismo e infanticidio. Ciò provocò una considerevole pubblicità al suo libro.

## Ultimi anni
Nel 1941 Bates tornò alla sua vita in tenda a Wynbring Siding, a est di Ooldea, ove visse fino al 1945, quando tornò ad Adelaide per motivi di salute.
Nel 1948 provò, tramite l'Esercito australiano, a contattare suo figlio Arnold Bates, che aveva prestato servizio in Francia durante la prima guerra mondiale. Successivamente, nel 1949, contattò di nuovo l'Esercito tramite la Returned and Services League of Australia (RSL), nel tentativio di raggiungerlo. Arnold viveva in Nuova Zelanda ma si rifiutò di aver a che fare con sua madre.
Daisy Bates morì il 18 aprile 1951, all'età di 91 anni. La sua salma fu inumata nel North Road Cemetery di Adelaide.

## Riconoscimenti e associazioni
- Bates fu eletta membro della Società Geografica Reale di Melbourne.
- Nel 1907 fu eletta associata della Società Antropologica Reale dell'Australasia (F.R.A.S.).[18]
- Fu nominata membro corrispondente onorario dell'Istituto Antropologico Reale di Gran Bretagna e Irlanda.
- Nel 1934 fu fatta Commendatore dell'Ordine dell'Impero Britannico.

## Nella cultura popolare
- Il dipinto del 1950 di Sidney Nolan Daisy Bates at Ooldea mostra Bates in un brullo paesaggio. Esso è stato acquistato dalla National Gallery of Australia.[19]
- Un episodio della sua vita fu la base per l'opera da camera di Margaret Sutherland The Young Kabbarli (1964).
- La coreografa Margaret Barr rappresentò Bates in due drammi danzanti, Colonial portraits (1957),[20] e Portrait of a Lady with the CBE (1971).[21]
- Nel 1972, la rete televisiva australiana ABC portò sullo schermo Daisy Bates, una serie quattro episodi di 30 minuti, scritta da James Tulip, prodotta da Robert Allnutt, con direzione artistica di Guy Gray Smith; coreografia e lettura di Margaret Barr, danzata da Christine Cullen; musica composta da Diana Blom, cantata da Lauris Elms.[22]  Il suo coinvolgimento con il popolo aborigeno è la base per la litografia del 1983 The Ghost of Kabbarli di Susan Dorothea White.